# Wat Phou
Wat Phou – ruina dawnych świątyń hinduskich, które należały do Khmerów. Znajduje się w południowym Laosie.

## Historia
Pierwsze inskrypcje przedstawiające sanktuarium na miejscu świątyni pojawiły się na przełomie V i VI wieku n.e. Budynek powstał najprawdopodobniej ok. XI wieku i był poświęcony hinduskiemu bogu Siwie. Na przełomie XII i XIII wieku rozbudowano świątynię. Po wypędzeniu Khmerów z Laosu świątynia została opuszczona i zamieniła się w ruiny. W 2001 roku ruiny zostały wpisanie na Listę Światowego Dziedzictwa UNESCO jako „Wat Phou oraz pokrewne dawne osadnictwo krajobrazu kulturowego Champassak”.